# Ґуркі (гміна Дембе-Вельке)
Ґуркі (пол. Górki) — село в Польщі, у гміні Дембе-Вельке Мінського повіту Мазовецького воєводства.
Населення — 474 особи (2011).
У 1975-1998 роках село належало до Седлецького воєводства.

## Демографія
Демографічна структура станом на 31 березня 2011 року:
|          | Загалом | Допрацездатний вік | Працездатний вік | Постпрацездатний вік |
| -------- | ------- | ------------------ | ---------------- | -------------------- |
| Чоловіки | 241     | 50                 | 165              | 26                   |
| Жінки    | 233     | 39                 | 146              | 48                   |
| Разом    | 474     | 89                 | 311              | 74                   |